# IX Возничего
IX Возничего (лат. IX Aurigae) — одиночная переменная звезда в созвездии Возничего на расстоянии приблизительно 2790 световых лет (около 856 парсеков) от Солнца. Видимая звёздная величина звезды — от +12,5m до +11,2m.

## Характеристики
IX Возничего — красная пульсирующая медленная неправильная переменная звезда (LB) спектрального класса M7. Эффективная температура — около 3297 К.